# Стојан Ранђеловић
Стојан Ранђеловић (Ниш, 4. септембар 1938 — Ниш, 17. мај 2018) био је градоначелник Ниша од 1992. до 1996. године.

## Биографија
Дипломирао је на правном факултету у Нишу. Био је члан Социјалистичке партије Слободе.
Рођен је 9. априла 1938. године у нишком насељу Паљина, где је завршио основну школу, а потом у Нишу Гимназију Светозар Марковић, Вишу економско-комерцијалну школу, а након тога и Правно-економски факултет. За председника Скупштине града Ниша изабран је 1992. године, као кандидат Социјалистичке партије Србије.
Преминуо је 17. маја 2018. године у Нишу.
У саопштењу поводом његове смрти је изјављено следеће: "За време његовог мандата, у сарадњи са Саветом за развој Ниша, остварени су значајни резултати. Изграђено је 650 објеката, од којих 220 на селу, урећен је градски трг и шеталиште у Обреновићевој улици, изграђено је више од 200 000 квадратних метара новог пословног простора, 22км водоводне и канализационе мреже у 150 улица, 11км коловоза у 135 улица, 35 трафостаница. Завршен је и Парк Светог Саве, реконструисана је централна градска пијаца и још њих 6, а изграђено је и 20 школских објеката и реконструисана Дечија клиника. Завршена је изградња тржног центра "Калча", Душанов базар, Амбасадор. Зона 1, 2, и 3. Изграђен је и нови подземни пролаз, Кућа за венчање, а штампани су и први томови енциклоперије.